# 欽ちゃんのどこまでやるの!
『欽ちゃんのどこまでやるの!』は、1976年10月6日から1986年9月24日までNETテレビ（テレビ朝日）系列で放送された萩本欽一主演のバラエティ番組で、萩本の冠番組である。通称「欽どこ」。放送時間は毎週水曜21:00 - 21:54（JST）。

## 概要
ステージにセットを組み観客を入れた公開録画放送で、ホームドラマのような形式で収録された。舞台となる萩本家は、前期は地方都市のアパートの一室や海辺の町の一軒家、中期はとある農村の一軒家、後期は東京都のアパートという設定だった。毎回ゲストが1人来客する。
「お茶の間ドラマ」といわれた公開コメディーの設定は以下のとおり。
- 萩本と真屋が夫婦を演じる。
- 1977年4月6日、テレビ朝日改名後1回目の放送である第27回放送では社歌が流された、ゲストはいしだあゆみだった[1]。
- 1977年12月 長男（後に『見栄晴』と命名）誕生。
- 1978年1月 最初の引越し（目黒区のアパート）。
- 1978年5月 スタートから3年後、見栄晴3歳になり、人形から子役（西澤祐一郎）に。
- 1979年2月 三つ子の女の子（後に長女・のぞみ、次女・かなえ、三女・たまえと命名）誕生。その次の週に千葉県の団地に引越し。
- 1980年4月 茨城県に引っ越す。
- 1981年 東京都一の橋に引っ越す。この頃から三つ子も人形から子役（星野舞子、星野亜矢、星野真紀）となる。
- 1982年9月 東北地方のとある田舎の村に引越し、かつ8年後という設定で、大人になった息子と娘たち、見栄晴（見栄晴）、のぞみ（高部知子）、かなえ（倉沢淳美）、たまえ（高橋真美）が登場。三つ子の女の子達はのちにわらべとして歌手デビューする。
- 1983年以降 のぞみがしばらく出てこなくなる（後述の理由による）。
- 1985年7月 同年4月からの3か月間の充電を経て東京のアパートに戻ってくる。見栄晴、たまえはしばらく出ず、のぞみも引き続きしばらく出ず、かなえを鳥居かほりが務めていた。
- 1986年4月 見栄晴（長浜芳弘）、のぞみ（倉橋ルイ子）、たまえ（別所光代）が再登場。かなえも野咲たみこに交代。

番組の主な舞台である茶の間に置かれたカラーテレビ（日本電気ホームエレクトロニクス〈現：日本電気〉製、スポンサー）には常に電源が入っており、画面にブルーバック（時期によって赤一色）で番組のタイトル（後に略タイトル「欽どこ」）が映っている。このテレビから突然番組が始まり、アナウンサーが萩本家（と観客や視聴者）に向けてニュースを放送する設定であった。なお、アナウンサーは「いつものアナウンサー」、「不慣れなアナウンサー」（のちに「少し慣れたアナウンサー」に）」を経て、斉藤清六演じる「たよりないアナウンサー」が登場。清六が担当していた「村の時間、の時間」では「あぜ道カット」「バイナララナイバ」などの名言が生まれ、その後は「ほんとのアナウンサー」であるテレビ朝日アナウンサー・藤井暁に交代した。清六時代を除き、そのアナウンサーがスポンサー読み上げを行った。前期では、当時萩本が出演していた小西六写真工業（番組初期の筆頭スポンサー、後のコニカ → コニカミノルタ）の写真フィルム「サクラカラー」の広告がこのテレビから毎週そのまま流された。またこのテレビから時々、近所のニュースが流れる（殆どが萩本家に絡むものであった）。
また、あらかじめ食事の内容（献立メニューは5種類）を見せて、ゲストがどの順番で食べていくかを萩本と谷啓対一般出場者が対戦形式で推理する「推理ドラマ」というコーナーもあった（後に一般出場者同士、さらに一般出場者ペア同士の対戦となる）。正解した数の多い方が勝利となるが、5つ全問正解だと外国旅行がプレゼントされた。正解のBGMは「○○ペア 大当たり」や「みなさんみなさん 大当たり」というコーラスが流れる。最後の食事の献立は、萩本が「○○はどうだ」という。
放送当初はエンディングの前に「名作劇場」というシリアスな内容のミニドラマのコーナーが存在した。このミニドラマの演出は萩本が担当していた。
この他にも前期には「世界で一番短いドラマ」（一枚の写真に視聴者がタイトルを付けて投稿、そのタイトルの面白さを競う視聴者参加型コーナー）、「ホームドラマ」（ホームはホームでも、日本のどこかの駅のプラットホームの風景を毎回紹介するもの）といったミニコーナーが存在した。
1978年8月30日に放送100回を突破した際は三木のり平を迎え例外的に全編時代劇であった。
1980年8月6日に放送200回を突破。
最盛期には平均視聴率が30%台を記録。最高視聴率は42.0%（1983年6月22日放送）。それまでドラマや映画を中心とした大人向けの番組が主流であった夜9時台に、1時間のファミリー向けバラエティ番組が進出するパイオニア（先駆け）となった番組のひとつである。
1982年に、番組は大幅なリニューアルを敢行。「○○ドラマ」等を取りやめ、これまで子役タレントが担当した見栄晴と、「萩本家の3人娘」が中高生となって成長していくようになったので、番組ではそれを決めるオーディションを実施。「3人娘」（のぞみ・かなえ・たまえ）からなるユニット「わらべ」が1983年「めだかの兄妹」でデビューし大ヒット。その後も1984年に「もしも明日が…。」「時計をとめて」をそれぞれヒットさせている。その3人娘の名称は、「希望（望み）叶えたまえ」を一つずつ切り離したことに由来している。
1983年、のぞみ役の高部が諸般の事情によりわらべを脱退し番組降板。以降のぞみ役は空席となった。

## 番組の終焉
1985年3月で萩本の充電期間のために萩本と真屋が一旦降板、藤本、わらべの残る2人は降板し、その間には生放送で小堺と関根と男闘呼組が担当した。
1985年7月のリニューアルで、萩本と真屋の二人は復帰、3人の子供たちを新キャストで再スタート。小堺一機、鳥居かほり、藤井暁によるサンドイッチが結成され、レコードが発売された。しかしこのリニューアルはとくに見栄晴と3人娘の役が総入れ替えとなってしまったことが視聴者から受け入れられず、同年4月以来の視聴率低迷に歯止めがかからなくなってしまい、結果的に1986年9月24日の放送をもって10年の歴史に幕を下ろした。最終回ではエンディングでゲストの堀内孝雄が萩本のために作った「欽ちゃんの唄」を熱唱した後、萩本ら出演者が最後の挨拶をして番組を締めくくった。
1986年4月、エンディングテーマ曲が「ハンリーラ」（唄：堀内孝雄・倉橋ルイ子）に変わると、最後のCM明けにおける提供クレジットでは、そのインストをBGMとして、観客からの拍手とともに出演者全員が横に整列して手を振りながら幕が画面いっぱいにまで下りていくという演出だったが、最終回では「もしも明日が…」の終端部分をBGMに乗せながら、観客が総立ちするシーンで終了となった。ただ、両者とも「欽ちゃんのどこまでやるの！ 終」のエンドテロップは出なかった。

## 出演者
- 萩本欽一（お父さん）
- 真屋順子（お母さん）
- 西澤祐一郎（長男・見栄晴=2代目）
- 藤本正則（長男・見栄晴=3代目）
  - 藤本正則が現在使用している芸名「見栄晴」はこの番組に由来する。「見栄晴」の名前は視聴者からの一般公募により決定した。なお、初代は人形でこれは三つ子の妹も同様である。
- 高部知子（三つ子の妹・のぞみ=3代目）
- 倉沢淳美（三つ子の妹・かなえ=3代目）
- 高橋真美（三つ子の妹・たまえ=3代目）
  - のぞみ、かなえ、たまえが赤ちゃんだった頃の人形の製作費用は30万円だった。
  - 93年年末SPでは、かなえは野々村真と（3ケ月前に）結婚した設定になっていたが、この時は倉沢が演じていたため鳥居が演じていた4代目かなえとは異なる設定となった。
  - たまえがふくよかである事から93年年末SPでは細く見せる為に蔵間竜也と結婚している設定になっていた。
- 関根勤（クロ子→グレ子）
  - 当初はかなえ（倉沢淳美）の同級生役だったが、高校生にしては老けた年齢だということに萩本が気づき、登場数回でクロ子に回された。この番組出演でラビット関根から改名。ちなみに小堺一機は関根がクロ子に回る前（番組リニューアル時）にグレ子に「昇格」していた。また、かなえの同級生役で出演していた時はかなえと絡む事は一切なく、萩本としか絡まなかった。
- 小堺一機（訪問販売員→クロ子→グレ子、後にかなえ（鳥居かほり）の夫）
  - 訪問販売員の時は小柳みゆきと一緒に登場。小柳の降板によりクロ子にされ、一人でフリートークを行なった。グレ子に「昇格」後しばらくして関根がクロ子に回り、自然発生的に「クロ子とグレ子のどこまでやるの」というコーナーができあがった[注釈 4]。その後、かなえの夫役になったが、その初回に関根が小堺の前に現われて妬むという楽屋落ちネタが挿入された。
    - 93年年末SPでは前述のとおりかなえ役が倉沢に戻ったことでかなえの夫役という設定がなくなり、グレ子に戻された。
- 北野英二（いつものアナウンサー）
  - テレビ朝日のアナウンサーではなく、フリーアナウンサーである。
- 中島積（ふなれなアナウンサー→少しなれたアナウンサー）
- 斉藤清六（初代クロ子、たよりないアナウンサー）
  - 「たよりないアナウンサー」時代は「村の時間」というローカル番組を担当しているという設定で、「村の時間の時間です。」というセリフとともにお茶の間にあるテレビに登場。締めのあいさつは「バイなら」。後にテレビではなくお茶の間の片隅に回り舞台の要領で登場するようになった。また当初は髪型を「あぜ道カット」と称して真ん中あたりで分けていたが、後にいろいろな髪型をするようになった。
- 鳥居かほり（三つ子の妹・次女・かなえ=4代目）
  - 前述のとおり、小堺がかなえの夫を演じた。鳥居はこの番組で藤井暁と出会った。なお、この時期は見栄晴やのぞみとたまえは別居しているという設定で登場しなかった。
- 長浜芳弘（長男・見栄晴=4代目）
- 倉橋ルイ子（三つ子の妹・長女・のぞみ=4代目）
- 野咲たみこ（三つ子の妹・次女・かなえ=5代目）
- 別所みつよ（三つ子の妹・三女・たまえ=4代目）
- 近江俊郎 (番組改編期等に、近所の下宿生「近江トーシロー」として、学生服姿で出演)
- 若原一郎（この番組で人気が復活する）
- 若原瞳
- 蟇目良
- 谷啓（萩本家に居候している作家。初期の「推理ドラマ」コーナーでは名探偵に扮し、萩本と推理勝負をしていた）
- マーガレット・ポー
- 住吉道博（現・住吉正博）
- 下條アトム（淋しいお寿司屋さん）
  - のちに田中好子と恋に落ち、結婚に至るという設定だった。
- 秋野太作
- 森昌子
  - 秋野太作と親子役で共演。実年齢は秋野の方が上だが、森が老けメイクで年老いた母親を演じていた。
- 太川陽介
  - 番組エンディングではわらべが歌う「もしも明日が…」の間奏時に小堺・関根とともに登場、様々な扮装で踊り唄に戻ると共に舞台袖にはける役回りを担っていた。
- 堀内孝雄
  - アリス解散後ソロ歌手に転じるも鳴かず飛ばずが続いていた時期に流し役で出演。これを機に演歌・歌謡曲路線へ転向し再びヒットを飛ばしていくこととなるほか萩本とも親交を持つことになる。番組にもテーマソングとして「ハンリーラ」を提供したほか、萩本の誕生日に「大将」を作詞・作曲して贈った。
- 小柳みゆき（現・小柳友貴美）
  - 小堺一機と組んで訪問販売員を演じていたが、小堺がクロ子になってからは登場しなくなった。小堺によると、小柳の降板は「欽ドン! 良い子悪い子普通の子」へ回ることになったためであった。
- 藤井暁（ほんとのアナウンサー）
- 細川たかし
  - 勝手に来てひとしきりうんちくを語った後、歌を歌って帰る役。初めは題名の無かったその歌が、1982年に第24回日本レコード大賞を受賞した『北酒場』である。
    - 細川がレギュラー入りした背景にはその以前に彼が『8時だョ!全員集合』の本番中にアキレス腱断裂を負ってしまい数ヶ月にわたる休養を余儀なくされたことがある。復帰後初の仕事が『欽どこ』へのゲスト出演だったのだがその際に細川が自分の出番が終わってもなかなか帰ろうとせず「テレビに出られるって、いいなあ」と感慨深げに話していた姿に萩本が「よかったら、来週も来ない?」と声を掛けた経緯が、萩本の著書でたびたび語られる。
- 前川清
  - ラーメン屋くるくる軒の出前持ち。「はっぽーさい」をくぐもってしゃべるのが特徴的。
- 萬田久子
- 叶和貴子（斉藤清六と番組中ドラマ『さすらいの刑事』で共演）
- 田中好子
  - キャンディーズ解散後、引退状態だった田中の芸能界復帰第1作目。萩本の著作を読んだ田中が、萩本の自宅を、いわゆるアポなしで直接訪問したことがきっかけで実現した。
- 石野陽子（現・いしのようこ）
- 杏里
- 石橋雅史（怖い顔の隣人…実は先生）
- 倉田まり子（現・坪田まり子、その生徒）
- おおみかよ（その生徒）
- 人見きよし（太めの大家さん）
- 森川公也（推理ドラマの名調子。声のみの出演）
- 高橋等（代役グレ子、別名を公募し「はとぽっぽ高橋」と呼ばれていた）

見栄晴・のぞみ・かなえ・たまえの“初代”は人形である。のぞみ・かなえ・たまえの2代目は子役の少女たち（名字は「星野」で、三姉妹。星野舞子、星野亜矢、星野真紀）。

## 備考
- この『欽ちゃんのどこまでやるの!』、『欽ドン!』、『欽ちゃんの週刊欽曜日』が放送されていた1983年には、フジテレビ、テレビ朝日、TBS各局が垣根を越えて、春・秋の改編期と年末に持ち回りで、3番組が合体した欽ちゃんファミリー総出演の特番が放送された。
- 萩本の著書によれば、『欽ドン!』にて夜8時台での成功をおさめた萩本が夜9時台への挑戦を目指して企画したのが当番組であったが、TBSは当時ドラマ全盛でありフジも当時間帯でドラマを放送（視聴率ではTBSの後塵を拝していたが「いつかは逆転する日が来ると信じている。だから今ここで諦めるわけにはいかない」と断られたことを著書で明らかにしている）していたため企画を断られ、結局当時のNETだけが「いいよ。うちの水曜夜9時台が空いているからやってごらん」と応じたという。
  - その後当番組の成功を受ける形でフジも『欽ドン!』を月曜夜9時台に移動させ、TBSも金曜夜9時台で『週刊欽曜日』をスタートさせることになる。
- 現在この枠ではテレ朝水曜21時枠刑事ドラマを放送しているが、当番組放送当時はこの後の22時枠が現枠の直接の前身にあたる刑事ドラマ『特捜最前線』であった。
- 番組放送当時、真屋は『赤い絆』で山口百恵の敵役を演じていたがそのために視聴者の反感を買い苦悩していた。そこで萩本はドラマが終わったら『欽どこ』出演にかけるウェイトを大きくするようアドバイスを送って真屋を勇気づけた。さらにその時に「順子さんを日本一の良いお母さんにしてあげよう!」と考えて誕生させたのが三つ子ののぞみ・かなえ・たまえであった。
- 今では当たり前に使われているピンマイクを民放では本格的に使用した番組である。当時のピンマイクは性能が悪く、角度によって音が拾えない場合があり、通常は風防を外したハンドマイクを首に掛けるのが普通であった。だが萩本は敢えて性能の悪いピンマイクを使う事で、ピンマイクの製造メーカーに性能向上を促す狙いがあった。実際この事がきっかけで、ピンマイクの性能が上がっている。
  - ちなみにこのマイクは日本のソニー製であったが当時日本の放送界では全く使われておらず、萩本がその存在を知ったのはブロードウェイにミュージカルの視察に訪れた際であった（そのマイクに気づいて萩本が「どこの国の製品ですか?日本のテレビにも取り入れたいんです」と尋ねたところ、演出家から「何を言っているんだい?これは日本の製品だよ」と怪訝な顔をされた、と著書で語っている）。
- 番組スタッフの視聴者を大切にする親身な姿勢にも評価の高い番組であった。萩本の著書によると、ある日萩本が他局の冠番組を視聴に訪れたファンから「ここの局は（スタジオが）満員だからといって部屋にも入れてもらえなかった」と不満をこぼされたが、その際に「そこへいくと『欽どこ』は良いよ。あの番組は（スタジオは満員でも）暖かい部屋に通してくれたうえにお土産まで持たせてくれたからね」と当番組を絶賛してくれたという。そこで萩本が当該番組のスタッフに『欽どこ』の現場を視察させたところ、スタジオ観覧から溢れたファンに対しても番組ADが付きっきりで手厚く対応してくれていた（しかも自発的に）と語っている。
  - その反面、番組を成功させるためにスタッフは萩本によって常に緊張感を持たされていたという。たとえば番組開始当初視聴率がなかなか上昇しなかった際に萩本が「（これだけ努力しているのに視聴率が上がらないのは）誰かが運を持っていってしまっているからだ」として、プロデューサーの皇達也は買ったばかりのマンションの鍵を川に捨てる羽目になり、演出の一杉丈夫は「番組が当たらなかったら会社を辞める」と辞表を書かされたという[注釈 5]。また「暖かい部屋の中で会議をやっているから、緊張感がなくなって良いアイデアも出ない」との考えからわざわざ寒風吹き荒ぶ屋上で凍えながら企画会議をやる羽目になったこともあったがそれを機に視聴率が上向きになっていった、と萩本が著書で語っている。
- CS放送のテレ朝チャンネルでは原則毎週、過去の放送順に従って再放送を行なっている。ただし再放送されない回や、一部カットされる回がある。
- 番組最高視聴率はのぞみ役の高部知子が不祥事を起こし番組に出演できず、急遽全編生放送で放送しエンディングで高部知子が電話出演した回[注釈 6]で視聴率は42.0%を記録した。これはテレビ朝日のバラエティ番組の中では歴代で最も高く、1977年9月26日以降に放送された芸能・バラエティ番組の中でも『8時だョ!全員集合』（TBS系）に次いで2番目に高い。
- 番組終了から25年後の2012年1月3日に放送された『中居正広の怪しい噂の集まる図書館新春スペシャル』で、ゲストに萩本が出演し「欽ちゃんの衝撃伝説SP」と題して、欽どこの真相について検証を行った。その際、これまで封印されていた上述の生放送の回の映像が久々に公開された。
- 『オレたちひょうきん族』(フジテレビ系)の「ひょうきんベストテン」で「めだかの兄妹」がランクインした時、本番組のパロデイが行われた。ビートたけしが萩本に扮し「村の時間の時間」が再現され太平シローが倉沢に扮し歌ったが3番のみで酷い目にあわされるというものだった。
- 1978年、萩本が第1回の総合司会を務めた日本テレビ系列の『24時間テレビ「愛は地球を救う」』において、新潟市内の老人ホームから桜田淳子がリポーターを務めて中継を結んだ際、女性の高齢者が、他局（テレビ朝日）の番組である「水曜日の（夜）9時から始まる『欽ちゃんどこまでやるの』楽しみに毎週見てます」と発言してしまい、萩本が「生放送ですから、何が始まるか分かりません!」と慌ててフォローする場面があった。この当時、新潟県では『24時間テレビ』[注釈 7]と『欽どこ』[注釈 8]は、同じ新潟総合テレビ（NST）[注釈 9]で放送されていた。

## 復活版
- 1993年12月29日 18時30分 - 20時54分に『テレビ朝日開局35周年記念版 欽ちゃんのどこまでやるの!スペシャル』が放送された。
  - この時は見栄晴、かなえ、たまえがそれぞれ3代目の藤本、倉沢、高橋に、また4代目かなえ（鳥居）の夫役だった小堺もグレ子に戻され、前述のとおりかなえの夫役には新たに野々村が、そしてたまえの夫役に蔵間が配役された。
    - 一方で4代目以降の演者などについてはほとんど触れられることもなく（VTR紹介すらなかった）、事実上その存在は白紙に戻された格好になっていた。

  - また、3代目のぞみの高部も、スタジオに顔を出すことはなかったがエンディングにて手紙（写真も何枚か同封しており、その中の1枚が画面でも紹介された）と電話による出演を果たし、10年越しで久々に萩本一家との会話が実現している。
  - 「推理ドラマ」も復活。ただし谷啓は登場せずウッチャンナンチャンの二人が2問勝負（1問目：松村邦洋、2問目：浅香光代の飼い猿）で対決し、完全正解した場合は「ペアでハワイ旅行ご招待」というものだった。
    - プロデューサーによればハワイ旅行は冗談のつもりであったが、2問目で内村が完全正解してしまい止む無く本当にハワイ旅行を進呈することになった（番組中のテロップでもその旨が表示された）。
- 2002年1月2日に『祝!!2002年版 欽ちゃんのどこまでやるの!』として18:00からの3時間の特別番組として復活した。
  - ただしこの時は萩本と小堺以外の出演者は一切登場せず、番組の内容も「欽どこ」とは遥かにかけ離れたもので、ただ単に萩本主演の特別番組のタイトルに『欽どこ』の名を冠しただけであった。コント55号のコント「踊りの師匠」のみ2005年に発売されたBOXに収録された。
- 2009年1月31日放送のテレビ朝日開局50周年記念『50時間テレビ SMAP☆がんばりますっ!!』で生放送で復活。
  - このときは萩本、見栄晴、高橋と関根・小堺が当時の役柄のまま出演し、『仮装大賞』（日本テレビ）で萩本と共演している香取慎吾が母・順子役と「慎吾ママ」の二役で出演した。
  - この時は『欽どこ』初のハイビジョン放送を行ったが、セットに組まれたテレビは本放送当時のNEC製のタッチチャンネル式のアナログテレビであった。

## スタッフ

### レギュラー放送（1976年10月 - 1986年9月）
- 作・構成（以前は企画構成）：（パジャマ党）永井準、大岩賞介、詩村博史、鈴木しゅんじ / （サラダ党）君塚良一、鶴間政行、益子強、大倉利晴 / 岩城未知男 / 秋房子
- 音楽：日原たけし、小野寺忠和
- 編曲：木村茂
- 演奏：豊岡豊とスイングフェイス、秋山健三とフレッシュノーブル
- 協力：IMAGICA（旧：東洋現像所）
- ディレクター：時岡敬（以前は演出補）、今野真人
- 演出：一杉丈夫
- プロデューサー：日野裕（以前は演出補→ディレクター）
- チーフプロデューサー：皇達也（以前はプロデューサー）
- 制作協力：浅井企画（クレジット表記無）
- 制作著作：NET→テレビ朝日

### 1993年復活版
- 作・構成：秋房子 / 大岩賞介、詩村博史、永井準、鈴木しゅんじ、益子強
- ナレーション：渡辺篤史
- 技術：テイクシステムズ（本郷勝則）
- カメラ：田中雅積、桝田茂雄、服部健司、森金昌臣
- 音声：高橋正勝、中村政夫
- VE：佐野雅彦
- 照明：小沢勝次（KYORITZ）
- 効果：中山孝継（TSP）
- 編集：秋山朋芳（IMAGICA）
- MA：津田秀樹（IMAGICA）
- TK：野口かず実
- 美術：テレビ朝日クリエイト（草間康雄）
- 美術進行：根古屋史彦
- 大道具：竹内俊彰
- 小道具：手嶋誠
- 衣裳：高橋喜一郎
- メイク：北森久光
- 結髪：本田文子
- スタイリスト：加藤涼子
- タイトル：盛合正典
- 制作協力：テレビ朝日映像（加藤大幸・出井純一・粟井誠司）、モスキート（森下泰男）
- ディレクター：青山幸光、中村雪浩
- プロデューサー：日野裕
- 企画・演出：一杉丈夫
- 制作著作：テレビ朝日

## ネット局
系列はレギュラー版放送当時のもの。
| 放送対象地域            | 放送局             | 系列                                         | ネット形態             | 備考 |
| ----------------------- | ------------------ | -------------------------------------------- | ---------------------- | --- |
| 関東広域圏              | テレビ朝日         | テレビ朝日系列                               | 制作局                 | 1977年3月まではNETテレビ                                                                                                 |
| 北海道                  | 北海道テレビ       | テレビ朝日系列                               | 同時ネット             | |
| 青森県                  | 青森放送           | 日本テレビ系列 テレビ朝日系列                | 遅れネット             | 1980年4月時点では日曜14:15 - 15:10、1985年10月時点では月曜22:00 - 22:54に放送                                            |
| 岩手県                  | 岩手放送           | TBS系列                                      | 遅れネット             | 現：IBC岩手放送 |
| 宮城県                  | 東日本放送         | テレビ朝日系列                               | 同時ネット             | |
| 秋田県                  | 秋田放送           | 日本テレビ系列                               | 遅れネット             | |
| 山形県                  | 山形テレビ         | フジテレビ系列 テレビ朝日系列                | 遅れネット             | 1980年3月まで |
| 山形県                  | 山形放送           | 日本テレビ系列 テレビ朝日系列                | 同時ネット             | 1980年4月から |
| 福島県                  | 福島中央テレビ     | 日本テレビ系列 テレビ朝日系列                | 遅れネット             | 1981年9月まで |
| 福島県                  | 福島放送           | テレビ朝日系列                               | 同時ネット             | 1981年10月開局から |
| 山梨県                  | テレビ山梨         | TBS系列                                      | 遅れネット             | |
| 新潟県                  | 新潟総合テレビ     | フジテレビ系列 テレビ朝日系列                | 同時ネット             | 現：NST新潟総合テレビ、1983年9月まで                                                                                     |
| 新潟県                  | 新潟テレビ21       | テレビ朝日系列                               | 同時ネット             | 1983年10月開局から |
| 長野県                  | 信越放送           | TBS系列                                      | 遅れネット             | 1980年9月30日まで |
| 長野県                  | テレビ信州         | 日本テレビ系列 テレビ朝日系列                | 同時ネット             | 1980年10月1日開局から |
| 静岡県                  | 静岡放送           | TBS系列                                      | 遅れネット             | 静岡けんみんテレビ開局後もスポンサー事情で1978年9月まで継続                                                              |
| 静岡県                  | 静岡けんみんテレビ | テレビ朝日系列                               | 同時ネット             | 現：静岡朝日テレビ 1978年10月から                                                                                        |
| 富山県                  | 北日本放送         | 日本テレビ系列                               | 遅れネット             | |
| 石川県                  | 北陸放送           | TBS系列                                      | 遅れネット             | |
| 福井県                  | 福井放送           | 日本テレビ系列                               | 遅れネット             | 土曜22:00から放送（テレビ朝日のスポンサー付き、2025年現在の同時間帯番組『相棒』『特捜9』『科捜研の女』もこの時間に放送） |
| 中京広域圏              | 名古屋テレビ       | テレビ朝日系列                               | 同時ネット             | |
| 近畿広域圏              | 朝日放送           | テレビ朝日系列                               | 同時ネット             | 現：朝日放送テレビ |
| 鳥取県・島根県          | 日本海テレビ       | 日本テレビ系列                               | 遅れネット             | |
| 広島県                  | 広島ホームテレビ   | テレビ朝日系列                               | 同時ネット             | |
| 山口県                  | 山口放送           | 日本テレビ系列 テレビ朝日系列                | 遅れネット             | |
| 徳島県                  | 四国放送           | 日本テレビ系列                               | 遅れネット             | 1979年3月時点では土曜13:00から、1985年8月時点では月曜22:00から 放送                                                      |
| 岡山県                  | 岡山放送           | フジテレビ系列 テレビ朝日系列                | 同時ネット             | 1979年3月まで 電波相互乗り入れで瀬戸内海放送へ一本化                                                                     |
| 香川県 ↓ 香川県・岡山県 | 瀬戸内海放送       | テレビ朝日系列                               | 同時ネット             | 1979年3月までの放送エリアは香川県のみ 1979年4月に電波相互乗り入れに伴い岡山県にもエリア拡大                              |
| 愛媛県                  | 愛媛放送           | フジテレビ系列                               | 遅れネット             | 現：テレビ愛媛 |
| 高知県                  | テレビ高知         | TBS系列                                      | 遅れネット             | [ 注釈 10 ] |
| 福岡県                  | 九州朝日放送       | テレビ朝日系列                               | 同時ネット             | |
| 長崎県                  | 長崎放送           | TBS系列                                      | 遅れネット             | |
| 熊本県                  | 熊本放送           | TBS系列                                      | 遅れネット             | |
| 大分県                  | テレビ大分         | 日本テレビ系列 フジテレビ系列 テレビ朝日系列 | 同時ネット             | |
| 宮崎県                  | テレビ宮崎         | 日本テレビ系列 フジテレビ系列 テレビ朝日系列 | 同時ネット →遅れネット | [ 注釈 11 ] |
| 鹿児島県                | 鹿児島テレビ       | 日本テレビ系列 フジテレビ系列 テレビ朝日系列 | 同時ネット             | 1982年9月まで |
| 鹿児島県                | 鹿児島放送         | テレビ朝日系列                               | 同時ネット             | 1982年10月開局から |
| 沖縄県                  | 琉球放送           | TBS系列                                      | 遅れネット             | |

## DVD
- 欽どこ! クロ子とグレ子のどこまでやるの!?（2005年、ポニーキャニオン） - 欽どこから主に「クロ子とグレ子」のミニコントの大半を抜粋。特典映像として現在の関根、小堺がコントを交えて裏話を語るロケ企画を収録（見栄晴もロケ後半に合流）。レンタル可能である。
- 欽ちゃんのどこまでやるの! DVDボックス（2006年、ポニーキャニオン） - 番組の名場面シーンや、「推理ドラマ」などの映像を収録。山口百恵、夏目雅子他、豪華なゲストが出演した時の貴重な映像も収録されている。3枚組セット。こちらは2017年12月現在も非レンタルである。